# 三山村
三山村（みやまむら）は、徳島県麻植郡にあった村。

## 地理

### 隣接していた自治体
- 徳島県
  - 麻植郡 東山村、中枝村、川田町、山瀬町
  - 美馬郡 口山村

## 歴史
- 1889年（明治22年）10月1日 - 町村制の施行により、川田山・種野山および桁山村の大部分・別枝山村の一部の区域をもって発足。
- 1955年（昭和30年）1月1日 - 分割し、字小竹・品野・中筋・高尾野・川俣・刷石・毛無・土井奥・峠・湯殿が東山村の一部（字樋山路を除く）・中枝村の一部（中村山のうち字二戸・木中・今丸・南二戸・東野々脇・西野々脇を除く）と合併して美郷村が、残部が山瀬町・川田町と合併して山川町がそれぞれ発足。同日三山村廃止。